# Alderdice Peak
Alderdice Peak ist ein 1146 m hoher Berg im ostantarktischen Enderbyland. Er ragt 10 km südöstlich des Mount Underwood im Ostteil der Nye Mountains auf. 
Luftaufnahmen des Bergs entstanden 1959 im Zuge der Australian National Antarctic Research Expeditions. Das Antarctic Names Committee of Australia (ANCA) benannte ihn nach William Henry Alderdice (* 1926), Meteorologe auf der Wilkes-Station im Jahr 1959.